# Praça do General Humberto Delgado (Porto)
A Praça do General Humberto Delgado é uma praça na freguesia de Santo Ildefonso da cidade do Porto, em Portugal.

## Origem do nome
A designação atual da praça foi dada em 1975 e homenageia o general Humberto Delgado, candidato independente à presidência da República nas eleições de 1958, que, no dia 14 de maio de 1958, foi tão efusivamente recebido na cidade que declarou: "O meu coração ficará no Porto!"

## Pontos de interesse
- Edifício da Câmara Municipal do Porto: começado a construir em 1920, segundo projeto do arquiteto Correia da Silva, mas só terminado em 1957, com alterações introduzidas pelo arquiteto Carlos Ramos.

## Acessos
- Estação Aliados
- Linhas 201, 202, 305, 501, 600, 703, 800, 801, 900, 901, 904, 905 e 906 dos STCP.